# Lorenz Brentano
Pour les articles homonymes, voir Brentano.
Lorenz Peter Carl Brentano (né le 4 novembre 1813 à Mannheim - mort le 18 septembre 1891 à Chicago) était un avocat, journaliste, diplomate et homme politique germano-américain. Président du gouvernement provisoire de l'éphémère République badoise (mai-juillet 1849), il s'exila aux États-Unis d'Amérique, où il poursuivit sa carrière politique en tant que républicain.

## Jeunesse, formation et débuts en politique
Né à Mannheim, dans le Grand-duché de Bade, Lorenz Brentano était le fils d'un marchand d'origine lombarde (lointain cousin du poète Clemens Brentano). Après des études de droit à Heidelberg et Fribourg-en-Brisgau (1831-34), Lorenz exerça à la Cour de Rastatt puis à celle de Mannheim.
Élu député à la seconde chambre du parlement badois en 1845, il y rejoignit ses collèges Johann Adam von Itzstein et Friedrich Hecker au sein de la Gauche libérale. Brentano s'y illustra en tant que défenseur de l'indépendance de la Justice vis-à-vis du gouvernement.

## Pendant la Révolution de 1848/49
Au lendemain de la Révolution de Mars 1848, il fut élu au Parlement de Francfort, où il siégea à l'extrême-gauche (faction de Donnersberg). Le 7 août, il se fit le porte-parole du mouvement radical qui demandait la validation de l'élection de Hecker, en fuite depuis l'échec de son insurrection républicaine du mois d'avril. En tant qu'avocat, il assura en mars 1849 la défense de Gustav Struve, un ami de Hecker qui avait tenté à son tour de mener un soulèvement républicain en septembre 1848. En défendant Hecker et Struve, Brentano gagna la sympathie des radicaux badois. Élu maire de Mannheim en janvier puis en avril 1849, il fut à chaque fois invalidé par le gouvernement libéral modéré de Bekk, qui se méfiait de cet agitateur et de son réseau de clubs démocrates radicaux.
Le 9 et 10 mai 1849, une troisième insurrection républicaine chassa le Grand-duc de Carlsrhue. Lorenz Brentano fut alors choisi par les insurgés pour prendre la présidence du gouvernement provisoire formé le 15 mai. Il assura ce mandat avec une certaine modération, ce qui lui attira les reproches des intransigeants partisans de Gustav Struve. Cette crise interne culmina les 5 et 6 juin. Cette troisième République badoise fut écrasée par les troupes du prince prussien Guillaume qui défirent les insurgés à la bataille de Waghäusel (21 juin 1849) et prirent la forteresse de Rastatt (23 juillet). Dès le début de la répression, Brentano s'était prononcé en faveur d'une négociation avec les Prussiens (25 juin). Il s'était alors heurté à l'opposition de Struve et de ses partisans, qui refusaient toute compromission et désiraient continuer le combat. Destitué, il prit la fuite en Suisse quelques jours plus tard (28-29 juin 1849). C'est par conséquent par contumace qu'il fut condamné à la prison à vie par la Cour de Bruchsal.

## Après la Révolution: une nouvelle carrière politique aux États-Unis
Exilé aux États-Unis d'Amérique en 1850, il s'installa tout d'abord comme journaliste à Pottsville en Pennsylvanie puis comme cultivateur dans le comté de Kalamazoo (Michigan) avant de reprendre son métier d'avocat en 1859, après avoir été admis au barreau de Chicago. Rédacteur en chef et propriétaire d'un journal destiné aux immigrés allemands, l'Illinois Staats-Zeitung, il s'engagea, à l'instar de ses autres compagnons d'exil (Hecker, Struve, Sigel), aux côtés des antiesclavagistes du Parti républicain d'Abraham Lincoln. C'est sous les couleurs de ce parti qu'il fut élu en 1862 à la chambre des représentants de l'Illinois (pour la période 1863-65) et qu'il fut élu en 1876 représentant ce dernier État au Congrès (1877-79). Il participa également en tant que délégué à la Convention républicaine de 1864 et, en tant que grand électeur, à l'élection du président Grant. Il mena une carrière de diplomate au service de sa nouvelle patrie : ambassadeur de Lincoln en Scandinavie (1862), Brentano fut également envoyé comme consul à Dresde (1872-76). Membre du Parti républicain de 1854 à 1882, il quitta le parti de Lincoln en raison de déceptions politiques et professionnelles et, à l'instar de plusieurs personnalités dissidentes du Parti républicain (surnommées Mugwumps), il préféra soutenir la campagne du démocrate Grover Cleveland en 1884.
Malgré une loi d'amnistie de 1862 qui permettait son retour en Allemagne, Brentano demeura à Chicago où il mourut en 1891, à l'âge de 77 ans. Il est enterré au cimetière de Graceland à Chicago.
Son fils Théodore Brentano (1854-1940), lui aussi juriste et diplomate, fut ambassadeur des États-Unis en Hongrie dans les années 1920.

## Œuvres
- (de) An das Volk in Württemberg: Im Namen des Volkes in Baden die provisorische Regierung, 1849
- (de) ... Begründung der Motive des Abgeordneten [Lorenz] Brentano auf Unabhängigkeit der Richter und richterlichen Beamten, 1844
- (de) Die republikanische Parthei Badens und ihre Führer beurtheilt und gerichtet in der schriftlichen Hinterlassenschaft von Hecker, Struve und Brentano, 1849